# 徐芳

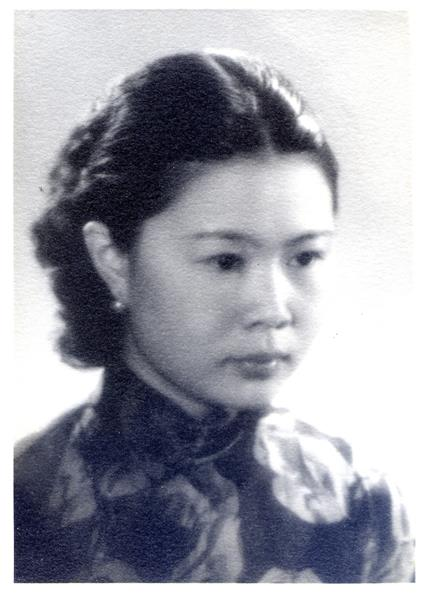
徐芳，攝影於1930年代。

徐芳（1912年10月5日—2008年4月28日），是詩人，出生於江蘇無錫的。她也是中國國民黨高級將領徐培根的妻子及徐壽的曾孫女。

## 生平

### 求學
徐芳曾就讀於北平第三十六小學、北平第十八小學、北平私立適存中學、北平市立第一女子中學、北京女子師範大學預科等學校。

### 文學生涯
1931年，她考入國立北京大學中國文學系，跟隨胡適等教師修習現代文學；同時，張中行、楊向奎是她的同學。其間，她經常在北平地區文學刊物與天津《大公報》副刊發表詩歌。

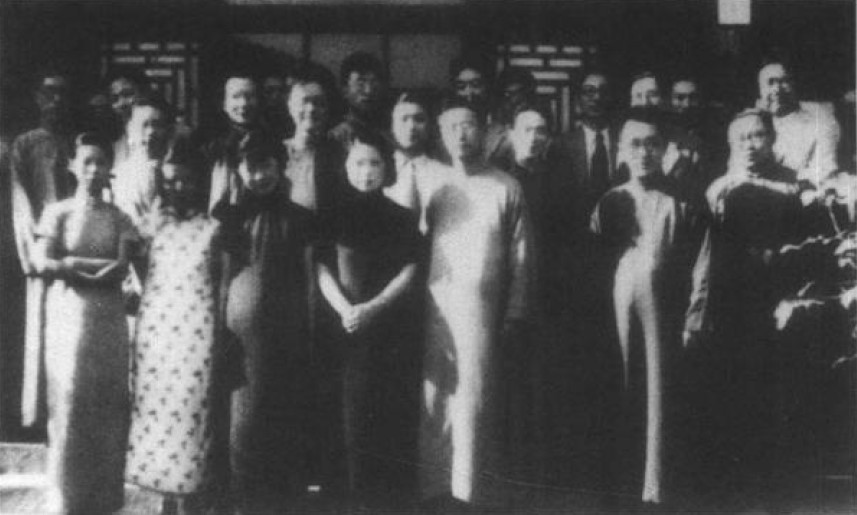
胡適（前排右一）、徐芳（前排右四）等人在北平合影，1936年。

1935年，她畢業自國立北京大學中國文學系，並於該校文學研究所擔任助理，主編北大文學院歌謠研會詩歌刊物《歌謠周刊》。
由於經常受到來自胡適的關愛，她對胡適產生了愛慕之情；兩人因而開始書信往來。但是，礙於身份地位，胡適在1936年決定與她斷絕聯繫。
1938年，她前往漢口藝術研究會從事寫稿工作。1939年，她前往昆明任教於雲南大學；後來，她又在國民經濟研究所擔任編輯員。
1940年，她在孔祥熙舉薦下到重慶擔任中國農民銀行文書。
1943年，她與國民黨陸軍上將徐培根結婚。
抗日戰爭結束後，她前往南京繼續在農民銀行擔任經濟研究處研究員。

### 定居臺灣
1949年，她前往臺灣定居，並從此淡出文壇。2006年，她將舊作《中國新詩史》、《徐芳詩文集》整理出版。
2008年4月28日，徐芳病逝於臺北，享年九十七歲，與先夫徐培根合葬於陽明山公墓。

## 家庭
她與徐培根育有二女一子。